# Локно
Локно (рус. Локно) слатководно је ледничко језеро у источном делу Псковске области, на западу европског дела Руске Федерације. Налази се у западном делу Дедовичког рејона, на подручју моренског Судомског побрђа. Из језеро отичу две реке, Уза притока Шелоња и Локонка притока Судоме. Обе реке налазе се у сливном подручју реке Шелоњ, односно у басену реке Нева и Балтичког мора.
Акваторија језера обухвата површину од 2,6 км². На језеру се налазе и два мања острва површине око 3 хектара. Максимална дубина језера је 12 метара, просечна око 5,9 метара.
На обалама језера налазе се села Трофимово, Узка Губа и Вишегород.